# Deliblata
Deliblata (în sârbă Deliblato, cu alfabetul chirilic: Делиблато, în maghiară Deliblát, în germană Deliblat) este un sat situat în partea de nord-est a Serbiei, în Voivodina. Aparține administrativ de comuna Cuvin. La recensământul din 2002 localitatea avea 3498 locuitori. Satul a fost atestat documentar pentru prima oară în 1660. Ocupația de bază a locuitorilor este agricultura. Dennumirea localității provine de la alăturarea cuvintelor deli (tradus din limba turcă mare) și sârbescul blato (tradus în românește ca noroi). Biserica ortodoxă sârbă din sat a fost construită în anul 1783 și refăcută în 1906. Biserica ortodoxă românească a fost construită în anul 1925 și are hramul „Sf. Treime“.

## Populația
| Year | Total | Sârbi | Români | Iugoslavi | Maghiari | Romi  | Croați | Muntenegreni | Alții |
| 1991 | 3,722 | 74.2% | 17.35% | 4.00%     | 1.85%    | 0.80% | 0.37%  | 0.29%        | 0.69% |
| 2002 | 3,498 | 80.1% | 12.6%  | 1.22%     | 1.25%    | 1.08% | 0.25%  | 0.28%        | 3.22% |